# Резуненково
Резуне́нково, ранее Гайдалемовка (укр. Різуненкове) — село в составе
Резуне́нковского сельского совета Коломакского района Харьковской области Украины.
Код КОАТУУ — 6323280601. Население по переписи 2001 года составляет 764 (354/410 м/ж) человека.
Является административным центром Резуненковского сельского совета, в который, кроме того, входят сёла
Вдовичино,
Анновка,
Гришково,
Гуртововка,
Калениково,
Крамаровка,
Мирошниковка,
Прядковка и
Явтуховка.

## Географическое положение
Село Резуненково находится на левом берегу реки Коломак, выше по течению примыкает к пгт Коломак, ниже по течению в одном километре расположено село Крамаровка, на противоположном берегу расположены сёла Вдовичино и Гришково.

## История
- 1775 — дата основания как села Гайдалемовка.
- 1920 — переименовано в село Резуненково.

## Экономика
- Молочно-товарная ферма.
- Сельскохозяйственное ООО «Світанок».
- Сельскохозяйственное ООО «Відродження».
- ООО «Василенков хутор».

## Объекты социальной сферы
- Фельдшерско-акушерский пункт.
- Резуненковская школа.
- Детский сад
- Клуб

## Достопримечательности
- Братская могила советских воинов. Похоронено 87 воинов.
- Памятный знак воинам-односельчанам. 1941—1945 гг.
- Ботанический заказник местного значения «Гришкове». Площадь 30,0 га. Размещено около села Резуненково.

## Известные люди
- Кочевский Виктор Васильевич — украинский поэт, переводчик, родился в 1923 году в селе Резуненково.
- Бездетко Андрей Павлович (1919—2000) — партийный деятель, политик, чиновник, агроном.